# Miss Polski 2016
Miss Polski 2016 – dwudziesta siódma gala konkursu Miss Polski, która odbyła się 4 grudnia 2016 roku, po raz kolejny w Krynicy-Zdroju. 24 czerwca 2016 roku w Kozienicach, odbył się półfinał w którym wybrano 24 finalistki.
Galę poprowadzili prezenterka telewizyjna Agnieszka Hyży i prezenter Krzysztof Ibisz. Transmisję przeprowadziła telewizja Polsat. Podczas gali konkursowej zaprezentowali się m.in. tancerze Tomasz Barański i Rafał Maserak oraz wokaliści Grzegorz Hyży i Natalia Szroeder.
Miss Polski 2016 została 19-letnia Miss Ziemi Radomskiej 2016, pochodząca z Mostek – Paulina Maziarz.

## Rezultat finałowy
| Rezultat         | Kandydatka                                                                                    |
| Miss Polski 2016 | - Paulina Maziarz                                                                             |
| 1. wicemiss      | - Oktawia Kaźmierczak                                                                         |
| 2. wicemiss      | - Urszula Jankowska                                                                           |
| 3. wicemiss      | - Judyta Zapędzka                                                                             |
| 4. wicemiss      | - Dominika Ziniewicz                                                                          |
| Top 10           | - Karolina Banach - Aleksandra Dobrzyń - Monika Kirejczyk - Laura Mancewicz - Agnieszka Kąkol |

### Wyróżnienia
| Wyróżnienie                  | Kandydatka           |
| Miss widzów telewizji Polsat | - Laura Mancewicz    |
| Miss Polski wp.pl            | - Aleksandra Dobrzyń |

## Finalistki
24 kandydatek konkursu Miss Polski 2016:
| Nr | Województwo         | Kandydatka          | Wiek | Miejscowość       |
| -- | ------------------- | ------------------- | ---- | ----------------- |
| 1  | Łódzkie             | Karolina Banach     | 21   | Łódź              |
| 2  | Kujawsko-pomorskie  | Agata Chrośniak     | 22   | Białe Błota       |
| 3  | Łódzkie             | Sandra Ciesielska   | 21   | Łódź              |
| 4  | Warmińsko-mazurskie | Monika Ciołkowska   | 24   | Olsztyn           |
| 5  | Podlaskie           | Aleksandra Dobrzyń  | 18   | Przerośl          |
| 6  | Łódzkie             | Martyna Gaik        | 24   | Sieradz           |
| 7  | Zachodniopomorskie  | Żaklina Gnarowska   | 23   | Połczyn-Zdrój     |
| 8  | Warmińsko-mazurskie | Urszula Jankowska   | 25   | Pisz              |
| 9  | Zachodniopomorskie  | Oktawia Kaźmierczak | 19   | Pyrzyce           |
| 10 | Podkarpackie        | Agnieszka Kąkol     | 24   | Rzeszów           |
| 11 | Mazowieckie         | Monika Kirejczyk    | 21   | Ożarów Mazowiecki |
| 12 | Świętokrzyskie      | Ewa Kuras           | 24   | Miedziana Góra    |
| 13 | Podlaskie           | Laura Mancewicz     | 21   | Pomigacze         |
| 14 | Mazowieckie         | Paulina Maziarz     | 19   | Mostki            |
| 15 | Podkarpackie        | Iwona Młynarska     | 24   | Mielec            |
| 16 | Pomorskie           | Aleksandra Morawska | 18   | Sopot             |
| 17 | Lubelskie           | Beata Sierpińska    | 22   | Łęczna            |
| 18 | Lubelskie           | Anna Sworczuk       | 19   | Puchacze          |
| 19 | Opolskie            | Natalia Szałagan    | 22   | Prudnik           |
| 20 | Śląskie             | Izabela Stróżka     | 22   | Tychy             |
| 21 | Kujawsko-pomorskie  | Agnieszka Święcicka | 19   | Inowrocław        |
| 22 | Śląskie             | Alicja Tabaka       | 19   | Koniaków          |
| 23 | Lubuskie            | Judyta Zapędzka     | 22   | Siedlisko         |
| 24 | Pomorskie           | Dominika Ziniewicz  | 22   | Słupsk            |

## Międzynarodowe konkursy
| Kandydatka        | Konkurs                                           | Rezultat    |
| ----------------- | ------------------------------------------------- | ----------- |
| Paulina Maziarz   | Miss International 2017                           | –           |
| Paulina Maziarz   | Miss Supranational                                | Top 10      |
| Karolina Banach   | Miss Globe 2017                                   | –           |
| Karolina Banach   | Miss Eco International                            | –           |
| Żaklina Gnarowska | Lady Universe 2017                                | 2. wicemiss |
| Laura Mancewicz   | Miss Tourism International 2016                   | –           |
| Urszula Jankowska | Miss Tourism Queen Of The Year International 2016 | Top 30      |